# Providence (U-Boot)
Die Providence (SSN-719) ist ein Atom-U-Boot der United States Navy und gehört der Los-Angeles-Klasse an.

## Geschichte
Die Providence wurde 1979 bei Electric Boat in Auftrag gegeben und 1982 dort auf Kiel gelegt. Der Stapellauf fand 1984 statt, bei der US Navy wurde das Schiff 1985 in Dienst gestellt.
Die Providence ist das erste Schiff des flight II innerhalb der Los-Angeles-Klasse, das heißt, sie ist das erste Boot mit integriertem Vertical Launching System.
Nach Einsätzen im Mittelmeer und im westlichen Pazifik fuhr das Boot auch im Persischen Golf. Die Providence nahm an den Operationen Southern Watch, Enduring Freedom und Iraqi Freedom teil, wobei sie auch BGM-109 Tomahawk-Marschflugkörper auf Ziele im Irak abschoss. Für diese Einsätze erhielt sie unter anderem die Global War on Terrorism Expeditionary Medal sowie mehrere andere Auszeichnungen.
Im Juli 2008 tauchte die Providence am Nordpol auf, um das 50-jährige Jubiläum der ersten Nordpolunterquerung durch die Nautilus zu feiern. Die Providence war auf dem Weg von ihrem Heimathafen in Groton in den Pazifik. Anfang 2011 verlegte das U-Boot an der Seite der Enterprise in europäische Gewässer und weiter in den Indischen Ozean, wo die Gruppe zur Freihaltung der Seewege eingesetzt wurde. Nach den Unruhen in Libyen wurde die Providence im März 2011 mit der Mason aus der Enterprise-Kampfgruppe abgezogen und durch den Sueskanal zurück ins Mittelmeer geschickt. Am 19. März feuerte das U-Boot im Rahmen der Operation Odyssey Dawn Marschflugkörper vom Typ UGM-109 Tomahawk auf libysche Ziele ab, kurze Zeit später kehrte es in die USA zurück.

## In der Fiktion
Die Providence spielt eine wichtige Rolle bei dem Versuch, die vordringenden sowjetischen Kräfte in Tom Clancys Buch Im Sturm zurückzuschlagen. Dabei nimmt sie an einer Operation teil, die den Beschuss von Flugplätzen auf der Kola-Halbinsel mit Marschflugkörpern zum Ziel hat, wird dabei jedoch von einer sowjetischen Fregatte schwer beschädigt und später auf der Flucht von U-Booten versenkt.